# Герман Осерський
Герман Осерський (фр. Germain d'Auxerre; 378, Осер — 31 липня 448, Равенна) — церковний, політичний та військовий діяч пізньої Римської імперії. Відомий святий католицької церкви. День Святого Германа відзначається 31 липня.

## Життєпис

### Молоді роки
Народився у місті Аппуаньї поблизу Осера (сучасна Франція) у родині знатних та заможних батьків. Його предки протягом декількох поколінь займали провідні позиції в Аппуаньї та Осері. Герман отримав гарну освіту. Спочатку він займався юридичною практикою, потім завдяки високому авторитету та повазі Герман був призначений Гонорієм очолювати провінцію Лугдунська Галлія I. На цій посаді він здобув досвід державного управління. Проте під впливом Аматора, єпископа Осерського, обрав церковну кар'єру.

### Церковна діяльність
Невідомо коли та за яких обставин Герман залишив державну службу. Втім, у 418 році він стає новим єписокпом Осерським. На цій посаді він виявив бурхливу діяльність. Цьому сприяв авторитет здобутий ним на минулій посаді. Головним завданням Германа стала боротьба з єретиками — прихильниками пелагіянства. Після успішної боротьби у Галлії протягом багатьох років у 429 році Герман приїздить до Британії. Тут він розгортує запеклу боротьбу із єретиками. Під час церковних дискусій він зміг переконати більшу частину християн острова повернутися до католицької церкви.
Герман Осерський оглянув країну, дав її економічний, соціальний, політичний, церковний опис.
Під час перебування на півночі Герман довідався про напад на острів загонів скоттів та піктів. Герман Осерський зумів організувати оборону, зібрати війська й біля ріки Молд (Північний Уельс) завдати поразки загарбникам.
Після цього у 430 році Герман Осерський повернувся до Галлії. Тут він продовжував опікуватися питаннями Галії. В цей час його учнем був майбутній Святий Патрик. Проте деякими вченими цей факт заперечується.
У 447 році Герман відправився у місто Равенна до імператора Валентиніана III з клопотанням про пом'якшення присуду Аеція мешканцям Арморики (сучасна Бретань). Тут Герман й помер 31 липня 448 року.